# Elke Tindemans
Elke Francisca Tindemans (Berchem, 22 mei 1961) is een Belgisch politica van CD&V.

## Biografie
Elke Tindemans was een dochter van Carlos Tindemans (1931-2002), docent in de theaterwetenschappen aan de Universitaire Instelling Antwerpen, en een nicht van Leo Tindemans (1922-2014), CVP-politicus en premier van België.
Zij behaalde in 1985 een graduaat in het toerisme aan het Coloma-instituut in Mechelen en werd professioneel van 1990 tot 2006 actief als bediende bij het koeriersbedrijf DHL Express, waar ze in 2013 opnieuw aan de slag ging. Ze werd er onder andere medewerker op de klantendienst en de dienst afzendingen en klanten- en retentieadviseur. 
Tindemans trad in de politieke voetsporen van haar oom en was van januari 2001 tot december 2018 voor CD&V actief als gemeenteraadslid van Edegem, waar ze van 2007 tot 2012 schepen van Cultuur was. Ook werd ze voorzitster van de plaatselijke afdeling van Vrouw & Maatschappij, de vrouwenafdeling van CD&V.
In november 2006 werd Tindemans tevens rechtstreeks gekozen senator in de Senaat, als opvolgster van Erika Thijs, die bestendig afgevaardigde werd voor de provincie Limburg. Ze bleef in de Senaat zetelen tot aan de verkiezingen van juni 2010 en raakte toen niet herkozen. Als senator was Tindemans actief in de commissie Buitenlandse Betrekkingen en Landsverdediging en het Adviescomité voor Gelijke Kansen tussen Mannen en Vrouwen. Ze legde in het bijzonder toe op de verdediging van mensenrechten van minderheidsgroepen en de holebi-gemeenschap en zetelde eveneens in de Euromediterrane Parlementaire Assemblee, waar actief was rond cultuur, levenskwaliteit en vrouwenrechten, en van 2009 tot 2010 als plaatsvervangend lid in de Parlementaire Assemblee van de Raad van Europa, waar ze werkte rond migratie en gelijke kansen.
Bij de verkiezingen voor het Europees Parlement in mei 2014 stond ze op de zesde plaats van de CD&V-lijst, maar ze raakte niet verkozen.